# ラリサ
ラリサ (Λάρισα, Lárisa, Larisa) またはラリッサ (Larissa) は、ギリシア中部の都市。テッサリア地方の中心都市であり、テッサリアの首府でラリサ県の県庁所在地。市街はピニオス川沿いに広がっている。
世界遺産のメテオラに近い。アテネ方面から列車でメテオラに向かう場合、ラリサ駅の手前約40kmのパレオファルサロスでカランバカ方面に乗り換える。

## 地理
テッサリア地方には、欧州自動車道路のE75号線や、アテネとテッサロニキを結ぶ鉄道が通っている。また、ラリサの地域は、ヨーロッパ各地への航路が結ばれている、中央ギリシャ国際空港が立地するネア・アンヒアロスに近い。
また、土星の衛星、ディオネの表面にある傷は「ラリサ・チャスマ」と呼ばれるが、これはラリサの町に由来する。

## 歴史

### 古代
旧石器時代には、人類がこの地域で生活していたという痕跡が発見されているが、先進地域の周辺部という位置づけであった。しかし、ラリサ周辺の土地は肥沃で農業に適しており、また古代には馬の産地としても知られていた。やがて、ラリサ周辺の地域は他のギリシア地域との差は無くなるほど発展して行った。
ラリサの名称は、古代ギリシャ語で「城塞」を意味し、旧石器時代には多くの町で一般的であった単語が、受け継がれたものである。ギリシア神話において、ニンフのラリッサは原始人ペラスゴスの娘だとされている。
また、ラリサは有名な古代の医者ヒポクラテスやソフィストゴルギアスが死亡した土地だとも考えられている。
紀元前5世紀末に、他のテッサリア地方のポリスと貨幣を共有する慣習が消滅すると、ラリサは独自の貨幣を鋳造するようになった。この貨幣の表面には、ラリサの名前のもとであるとされる、ニンフのラリッサが描かれていた。これは当時有名であった、シラクサのニンフ、アレトゥサが描かれたキモンの貨幣に影響を受けたと思われている。また、裏面には、平原が広がるテッサリア地方のシンボルである馬が、さまざまなポーズで描かれている。また、テッサリア人の祖先とされた英雄テッサロスの姿も、たいていは描かれていた。
また、ラリサは、クセノポンらやギリシア傭兵を率いてペルシアに向かい、紀元前401年に敗れた将軍の1人、メノンの出身地でもある。（クセノポン著『アナバシス』より。）アケメネス朝ペルシアの王ダレイオス2世の息子で、兄のアルタクセルクセス2世を倒し、ペルシアの王になることを企てた小キュロスを、メノンは助力しようとしたのであった。このメノンについては、プラトンの対話篇の中で叙述されている。そこでは、ソクラテスが正しい考えと科学の違いを、メノンを例に「ラリサへの道」として説明している。「ラリサへの道」とは、メノンが生きる道を信じて故郷のラリサを目指したように、それぞれ人間は、人生の中で真実を模索しながら、死という目的地へと生きている、と言ったのであった。

### ヘレニズム・ローマ時代
テッサリア地方の町に寡頭政が圧倒的であった時代には、ラリサはパラスギオティス地域に名声がある、アレウアデ家によって支配されていた。紀元前369年になると、タグス（Tagus）と呼ばれるテッサリア地方のストラテゴが支配するようになった。ペロポネソス戦争が起こると、ラリサはアテナイ側に立って参戦した。
しだいにテッサリア地方の中心都市となっていったラリサは、紀元前344年にマケドニア王国のピリッポス2世によって併合された。紀元前196年には共和政ローマの同盟都市となり、テッサリア同盟の盟主となった。

### 中世から現代
ローマ帝国分裂後、ラリサは東ローマ帝国の統治領となり、5世紀まで司教座が置かれた。その後ブルガリア帝国やセルビア王国に支配され、15世紀にはオスマン帝国の支配下にはいった。オスマン帝国時代のラリサは、ヤニナ州（ヴィライェト）にあるパシャが置かれた、トルコ語でイェニシェヒリ・フェナル（"Yenişehr-i Fenar"＝「ギリシャの新しい町」）として知られた。その間には古代の街並みは徐々になくなった。
ギリシャ独立戦争の際にはアリ・パシャの本営がラリサに置かれ、また、アリ・パシャによって徴収されたスーダンからのアフリカ兵の残りが、ラリサの郊外に集落を作り、居住した。1881年には大量のトルコ人が、ラリサから移住した。19世紀のラリサは、主に皮革や綿、絹、タバコなどの生産が有名であった。また、ラリサでは排水施設の不備や、川の氾濫によって熱病やマラリアなどが流行したこともあり、死亡率が出生率を上回ることもあった。
1897年の希土戦争の際には、ラリサは王太子コンスタンティノスの本営が置かれ、4月25日にはトルコ軍が占領した。平和条約締結後は、ラリサはギリシャ領に留まった。
現在、ラリサで有名なのは、20世紀の初めまで使用されていた、モスクのミナレットや、イスラム教徒の墓地である。

## 人口推移
| 年   | 市人口（人） | 県人口（人） |
| ---- | ------------ | ------------ |
| 1889 | 13,610       | —            |
| 1907 | 18,001       | 95,066       |
| 1991 | 113,781      | 277,973      |
| 2001 | 126,076      | 279,305      |

## 観光

### 遺跡

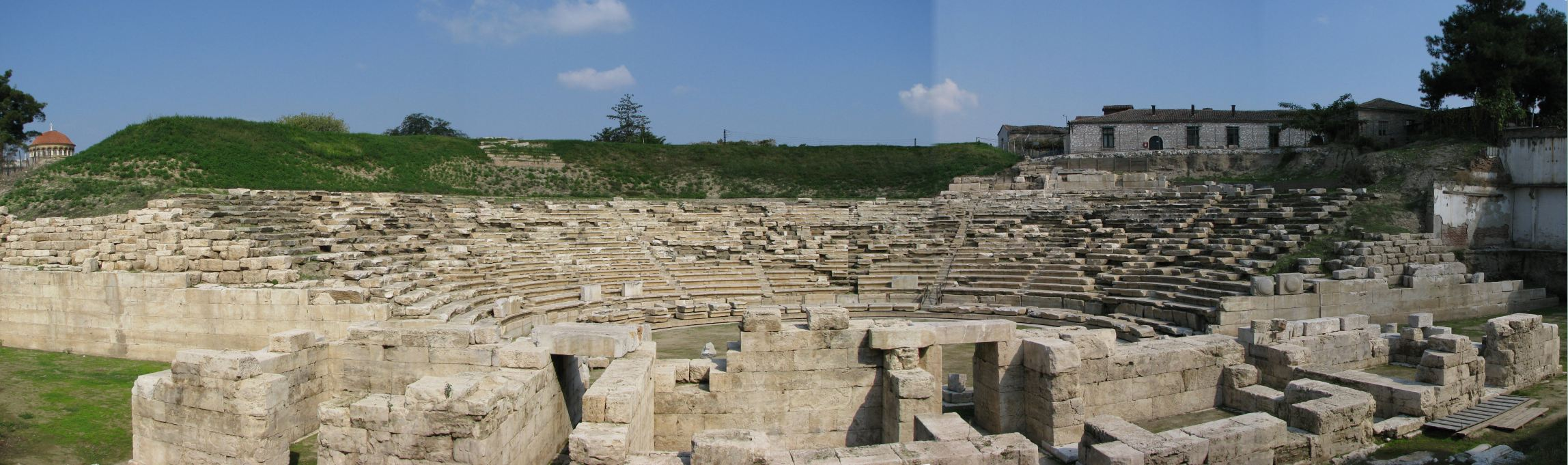
古代の劇場

- 古代劇場A
- 古代劇場B
- 古代のアゴラとアクロポリス - ウェイバックマシン（2004年11月22日アーカイブ分）

## 教育および研究機関
- テッサリア大学薬学部
- ラリサ技術教育機関
- 国立農業研究機関
- ラリサ農業学校

## スポーツ
- AEL 1964
- アポロン・ラリッサFC
- オリンピア・ラリッサBC
- AEL 1964BC

## 著名な出身者
- ラリッサ (伝説上のニンフ)
- メディオス (BC4世紀、アレクサンドロス3世（大王）の友人)
- フィロン (BC1世紀、哲学者)
- ヒポクラテス (BC460–BC370、医者)
- アヒリオス (270-330、聖職者)
- ゲオルギオス・セレメティス (1879-1950、弁護士・テッサロニキ市長)
- コスタス・グスグニス (1931-、ポルノ俳優)
- ゲオルギオス・スフリアス (1941-、政治家)
- ラキス・ラゾプロス (1956-、俳優・芸人・作家・作詞家)
- ペトロス・エフティミウ (1950-、政治家)
- ゲオルギオス・ミツィンボナス (1962-1997、サッカー選手)
- M・カラガツィス (1908-1960、小説家・ジャーナリスト)
- ヴァシリス・カラピアリス (1965-、サッカー選手)
- パラスケヴァス・ブンブラカス (1972-、ファッションモデル)
- コスタス・ハルキアス (1974-、サッカー選手)
- ヤニス・グマス (1975-、サッカー選手)
- ディモステニス・ディクディス (1977-、バスケットボール選手)
- ファニ・ハルキア (1979-、ハードル競技選手・金メダリスト)
- エカテリーニ・ヴォッゴリ (1970-、円盤投選手)
- ディミトリス・スパヌリス (1979-、バスケットボール選手)
- テオファニス・ゲカス (1980-、サッカー選手)
- ヴァンゲリス・モラス (1981-、サッカー選手)
- ヴァシレイオス・スパヌリス (1982-、バスケットボール選手)
- ギオルガキス・オリンビオス (1772-1821、ギリシャ独立戦争時のアルマトロスの司令官)
- ネストラス・コンマトス (1977-、バスケットボール選手)

## 姉妹都市
- バルツィ, モルドヴァ
- バンスカー・ビストリツァ, スロヴァキア
- ノックスヴィル, アメリカ合衆国[1]
- リブニク, ポーランド
- ユルギュプ, トルコ

## 参考
- "PDF (875 KB) 2001 Census" （ギリシア語） National Statistical Service of Greece (ΕΣΥΕ) (2007-10-30)
- "Basic Characteristics" Ministry of the Interior（ギリシア語） (2007-08-07)